# Нурија Гонзалес
Нурија Гонзалес (шп. Nuria González) је шпанска глумица рођена 1962. године.

## Биографија
Рођена је у Малаги 16. маја 1962. године.
Играла је у више филмова, позоришних комада и телевизијских серија. Најпознатија је по раду на телевизији, посебно као Адела у Посао у руке (Manos a la obra) и Кандела у Серановима (Los Serrano). Водила је квиз Најслабија карика (El rival más débil) и учествовала је у хумористичним програмима Наизменична струја (La corriente alterna) и Клуб комедије (El club de la comedia).
Играла је у серијама Сви мушкарци су исти (Todos los hombres sois iguales), Отац Храброст (Padre Coraje), Ко саопштава време? (¿Quién da la vez?) и у позоришним комадима 5zena.com (5mujeres.com), Крвава венчања (Bodas de sangre), Петоро покривених (Cinco cubiertos), Пијанка (Orgía), Марија Сармијенто, итд.
Глумила је и у филмовма Пас (Perro), Шта гледаш? (¿Qué Miras?, 1995), Љубав озбиљно нарушава здравље (El amor perjudica seriamente la salud, 1996), Седам смртних грехова (Los 7 pecados capitales, 1997), Господа из Гарденије (Señores de Gardenia, 1998), Чудо П. Тинта (El milagro de P. Tinto, 1998), Човек-риба (Gente Pez, 2001), Отац Храброст (Padre Coraje, 2002) и Торемолинос 73 (Torremolinos 73).
Добила је награду за најбољу споредну глумицу у филму Вруће (El Calentito) на Шпанском филмском фестивалу у Малаги.

## Филмографија
- Pudor (2007)
- Матахарис (Mataharis, 2007)
- За улазак у живот (Para entrar a vivir, 2006)
- Вруће (El Calentito, 2005)
- Торемолинос 73 (Torremolinos 73, 2003)

## Телевизија
- Вечерас прелазимо Мисисипи (Esta noche cruzamos el Mississippi)
- Посао у руке (Manos a la obra, 1997-200) на Антени 3
- Наизменична струја (La corriente alterna, 2002) на Телесинку
- Отац Храброст (Padre Coraje, 2002) на Антени 3
- Најслабија карика (2002-2003) на TVE
- Клуб комедије (El club de la comedia, 2003-2006) на Телесинку
- Серанови (Los Serrano, 2003-2006) на Телесинку
- Физика или хемија (Física o química, 2008-) на Антени 3